# Kuala Batee
Kuala Batee é uma subdivisão de Kabupaten Aceh Barat Daya (Sudoeste da Província de  Achém), que por sua vez fica no norte da Ilha de Sumatra na Indonésia.
Área: 652 Km2
Em fevereiro de 1831, um navio mercante americano chegou ao porto de Kuala Batu, na costa de Sumatra para embarcar uma carga de pimenta, sendo que um barco malaio se aproximou, aparentemente para entregar uma parte da carga, mas eram piratas que atacaram os oficiais e a tripulação. Segundo Owen Rutter em "The Pirate Wind", todos os americanos a bordo foram mortos e os piratas saquearam o navio e tomaram a sua carga, mas segundo Meacham foram mortos apenas o imediato e dois outros tripulantes.
Entretanto, o capitão que tinha ficado na praia, com quatro membros de sua tripulação, conseguiu fugir e com a ajuda de outros navios mercantes americanos conseguiu recuperar o navio.
O Presidente Andrew Jackson enviou John Downes em uma expedição punitiva, que realizou-se entre 5 e 9 de fevereiro de 1832 (Primeira Expedição à Sumatra).
O navio de guerra americano chegou disfarçado como um cargueiro dinamarquês, a fim de manter o elemento de surpresa em seu favor.
O armamento superior dos americanos permitiu o massacre de mais de 300 nativos, enquanto que apenas 2 marines foram mortos.